# Duncan Forbes de Culloden
Pour les articles homonymes, voir Duncan Forbes.
Duncan Forbes de Culloden (10 novembre 1685 - 10 décembre 1747) est un avocat écossais et homme politique whig qui siège à la Chambre des communes de 1721 à 1737. En tant que lord-président et juriste écossais, il joue un rôle majeur dans la répression du soulèvement jacobite de 1745. 

## Biographie

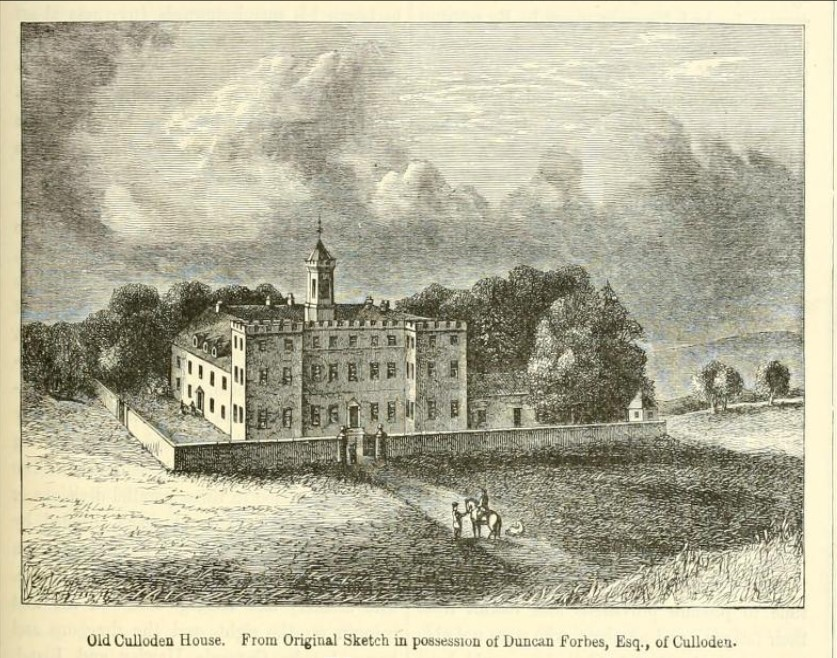
Culloden House, vers 1746

Duncan Forbes est né le 10 novembre 1685, à Culloden House près d'Inverness, deuxième fils de Duncan Forbes (1644-1704) (en) et de son épouse Mary Innes (vers 1650-1716). Il est le cinquième de neuf enfants, il a sept sœurs; Jean (ca 1678-?) et Margaret se marièrent tous les deux, alors que l'on sait peu de choses des autres . Son frère aîné, John (1673-1734), a 12 ans de plus. Malgré la différence d'âge, les deux sont des amis proches toute leur vie . 
Forbes fait ses études au lycée local avant d'aller au Marischal College, Aberdeen en 1699 . Après avoir brièvement fréquenté l'Université d'Édimbourg en 1705, il termine ses études juridiques à l'Université de Leyde aux Pays-Bas . 
Il rentre chez lui en 1707 et en octobre 1708 épouse Mary Rose (1690-avant 1717), dont la famille possède le Château de Kilravock à proximité. Forbes hérite des domaines Culloden lorsque son frère aîné meurt sans enfant en 1734 et ceux-ci sont ensuite passés à son fils John (1710-1772). 

## Carrière

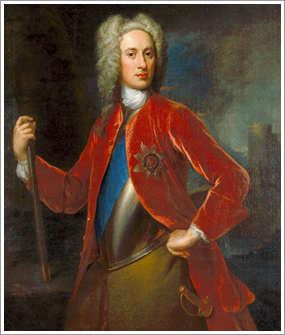
John Campbell 2e duc d'Argyll, patron de Forbes

L'Union de 1707 a combiné l'Écosse et l'Angleterre dans le Royaume de Grande-Bretagne, mais les deux pays ont conservé des systèmes juridiques distincts, ce qui a entraîné une augmentation du travail juridique. Forbes est admis à la Faculté écossaise des avocats le 26 juillet 1709, un organisme professionnel comptant moins de 200 membres en 1714 . 
Comme leur père, les Forbes et leurs associés sont des alliés politiques de John Campbell (2e duc d'Argyll). De 1713 à 1727, John Forbes est député d'Inverness-shire, puis de Nairnshire, tous deux contrôlés par Argyll . Le beau-frère de Duncan, Hugh Rose (1684-1755) et son cousin George (1685-1765), qui de 1741 à 1747 est le député d'Ayr Burghs, une autre circonscription contrôlée par Argyll, font aussi partie de ce clan politique . 
En 1714, Forbes est nommé Shérif d'Edinburghshire et lieutenant-adjoint d'Inverness-shire. Pendant le soulèvement jacobite de 1715, son patron Argyll est commandant du gouvernement en Écosse. Les frères Forbes ont levé un certain nombre de compagnies indépendantes et fortifié Culloden et Kilvarock. Ils unissent leurs forces à Lord Lovat et capturent Inverness, juste avant la fin de l'Insurrection à la bataille de Sheriffmuir. En reconnaissance de ses services, Forbes est nommé avocat-suppléant en mars 1716 . 
Cela l'oblige à poursuivre les prisonniers jacobites, dont beaucoup ont été transférés à Carlisle pour y être jugés. Forbes juge cela injuste, car  contraire à la pratique acceptée de les juger dans les comtés où les actions ont eu lieu. Il aurait collecté de l'argent pour leur soutien et aurait également écrit à Sir Robert Walpole pour lui recommander la clémence, ce qui a conduit à des accusations de pro-jacobite . Cela n'a pas affecté sa carrière et en 1721, il devient député d'Ayr Burghs; en 1722, il est élu pour Inverness Burghs, qu'il conserve jusqu'en 1737 . 

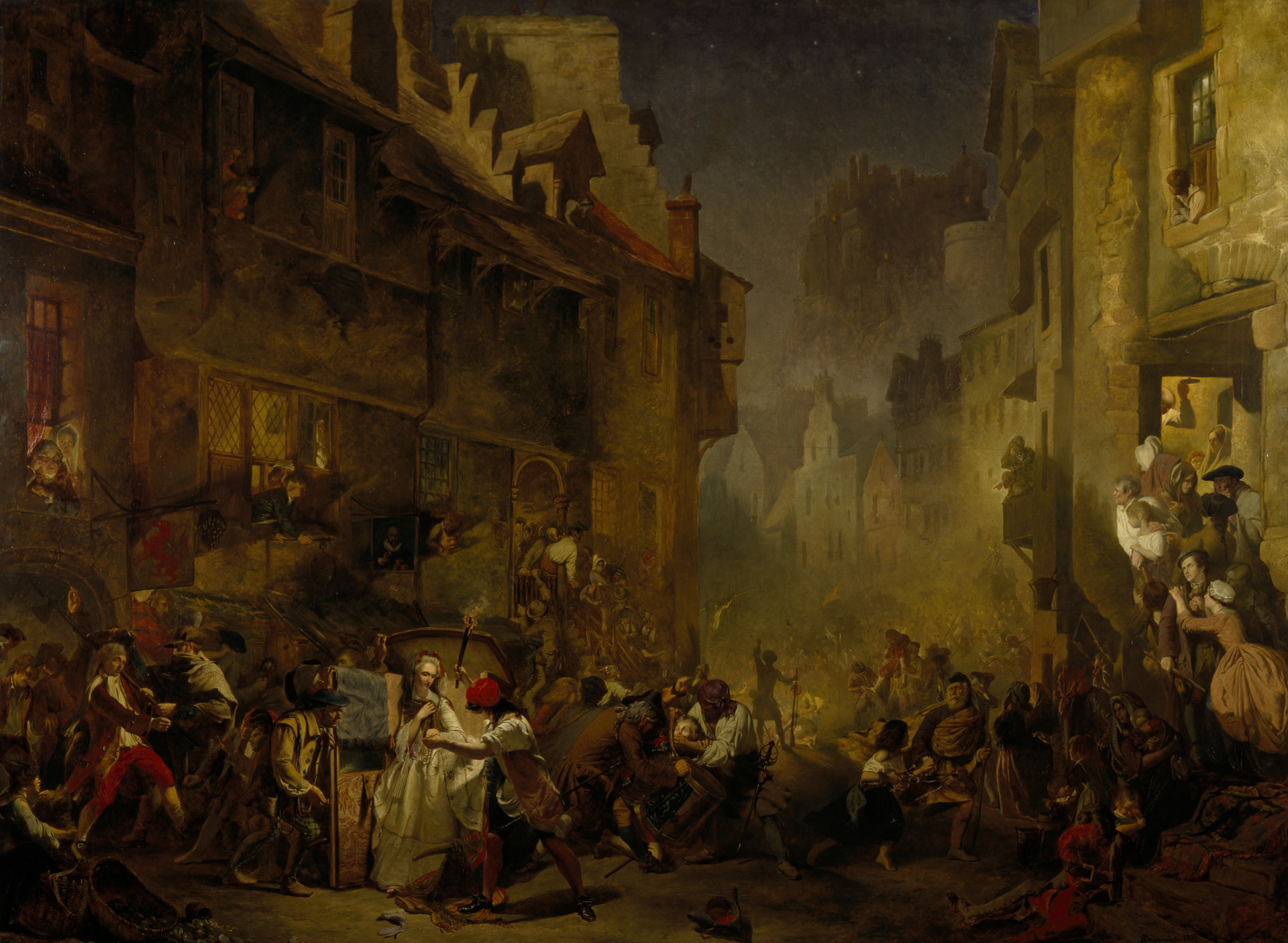
La Porteous Mob, par James Drummond 1855

Forbes est nommé Lord Advocate en 1725, un poste devenu important après la suspension puis l'abolition du poste de Secrétaire d'État pour l'Écosse. Il est presque immédiatement impliqué dans les émeutes de la taxe sur le malt de 1725, provoquées par des protestations contre une nouvelle taxe qui augmentait le prix de la bière. Celles-ci ont touché de nombreuses villes, la plus grande de Glasgow, où des émeutiers ont saccagé la maison de Daniel Campbell, député de Glasgow ou de Clyde Burghs, qui a voté la taxe au Parlement . Forbes ordonne l'arrestation de plusieurs magistrats de Glasgow soupçonnés d'avoir incité à l'agitation. Ils sont bientôt libérés et le gouvernement fait un certain nombre de concessions, bien que Daniel Campbell ait reçu une indemnité de 6 080 £. 
À la suite des émeutes Porteous de 1737 à Édimbourg, un projet de loi est déposé au Parlement imposant des sanctions à la ville, à laquelle les députés Argyll et écossais se sont opposés aux Communes, Forbes inclus. Ses discours des 16 mai et 9 juin sur ce sujet sont ses derniers au Parlement; le 21 juin, il démissionne de son poste de député et occupe le poste de lord-président de la Cour de Session, devenant juriste principal en Écosse. 

## Rôle pendant la rébellion de 1745

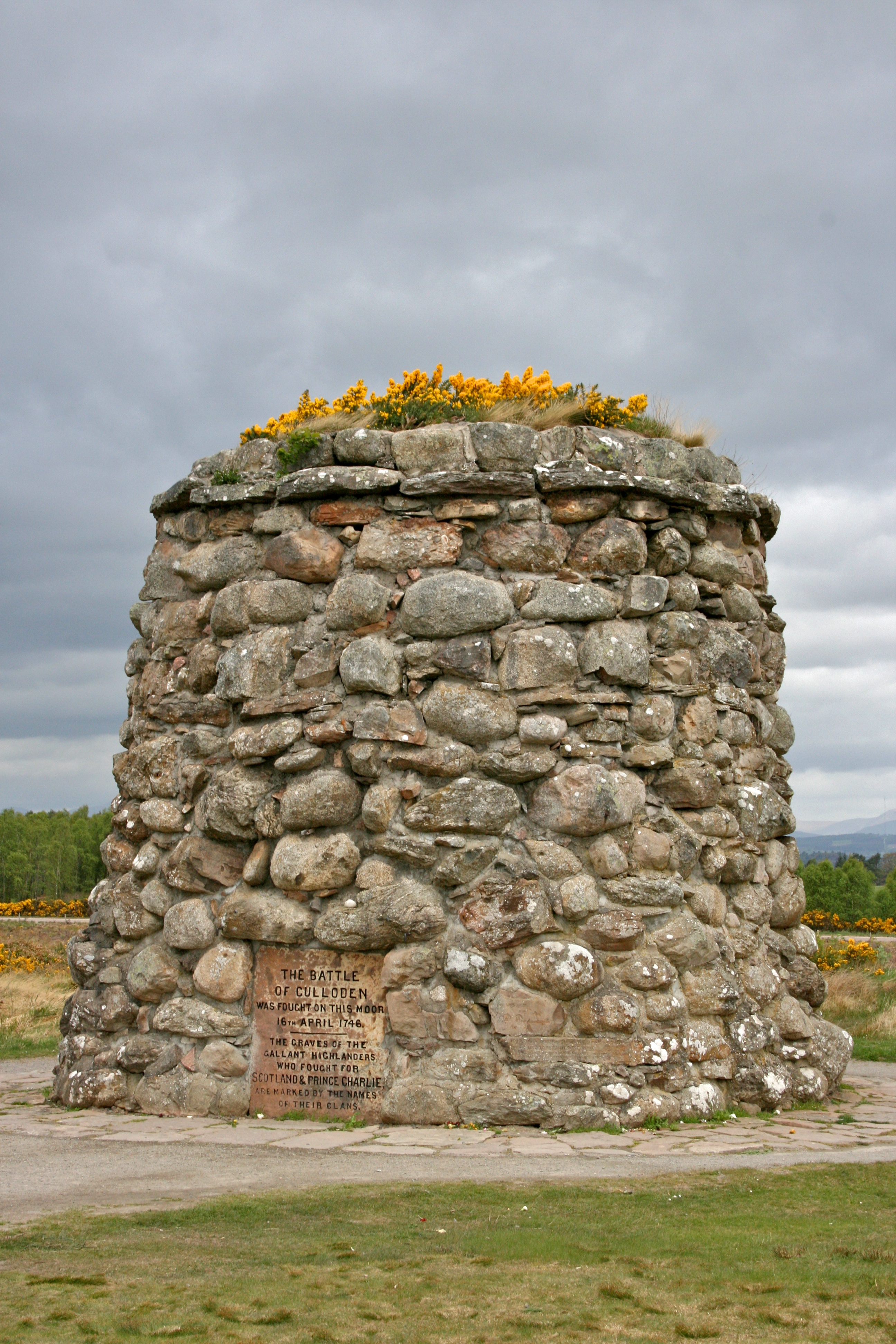
Culloden Memorial érigé en 1881 par un Duncan Forbes plus tard.

L'échec de l'Insurrection de 1719 provoque un découragement de nombreux Jacobites, qui considèrent la cause Stuart comme désespérée et cherchent à rentrer chez eux . Le gouvernement a beaucoup gracié, car il est clair que les Highlands ne peuvent pas être gouvernés sans la coopération des chefs de clan . En outre, les ventes de biens confisqués ont été retardées par des arguments juridiques ou réduites par des dettes fictives, les anciens rebelles étant souvent aidés dans ce processus par leurs amis et voisins loyalistes. Cela a établi des liens d'obligation et d'amitié entre les deux parties et explique l'amertume affichée après 1745, comme par exemple Lord George Murray, gracié pour leurs rôles en 1715 et 1719 
Bien que de nombreux Écossais soient restés opposés à l'Union de 1707 et que la taxe sur le malt et les émeutes de Porteous aient montré un manque de sensibilité de la part du gouvernement de Londres, il s'agissait de problèmes mineurs. Glasgow, centre des manifestations de 1725, est restée résolument anti-jacobite en 1745. En mars 1743, le 42e régiment recruté dans les Highlands ou Black Watch est affecté en Flandre pour combattre dans la Guerre de Succession d'Autriche, malgré Forbes, avertissant que c'était contraire à une compréhension de leur service, limité à l'Écosse. Une mutinerie de courte durée a été réprimée et le régiment a obtenu un record de combat impressionnant au cours des années suivantes . 
En 1737, le prétendant Stuart Jacques François Stuart aurait «vécu tranquillement à Rome, ayant abandonné tout espoir de restauration» . Cela change en 1740 après que la guerre ait placé la Grande-Bretagne et la France sur les côtés opposés. Louis XV propose un débarquement en Angleterre au début de 1744 pour restaurer les Stuarts, principalement pour détourner les ressources britanniques de la Flandre. Comme démontré en 1708 et 1719, la menace d'une invasion est beaucoup plus rentable qu'une réelle et le plan est abandonné après que la flotte française a été gravement endommagée par les tempêtes d'hiver en mars . 

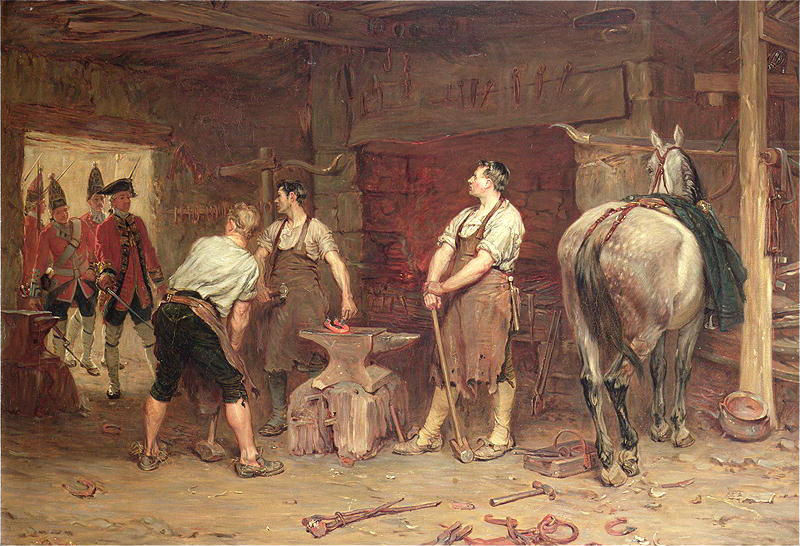
Après Culloden: Rebel Hunting de John Seymour Lucas ; Forbes a déconseillé les «sévérités inutiles».

En août 1744, le prince Charles a rencontré l'agent jacobite John Murray de Broughton (en) à Paris, lui disant qu'il était "déterminé à venir en Écosse ... avec un seul valet de pied" . Son arrivée à Eriskay le 23 juillet a pris les deux parties par surprise; même alors, "la froide réalité [est] qu'il n'était pas désirable ni accueilli" . En dépit d'être invité à retourner en France immédiatement, suffisamment d'Écossais ont finalement été persuadés et l'Insurrection de 1745 est lancée le 19 août . 
Forbes reçoit la confirmation de l'arrivée le 9 août, qu'il transmet à Londres . Le commandant militaire en Écosse, Sir John Cope ne dispose que de 3 000 soldats, de nombreuses recrues non formées et, initialement, ne peut pas faire grand-chose pour réprimer la rébellion. Forbes a plutôt utilisé des relations personnelles pour garder les gens fidèles et, bien que n'ayant pas réussi avec certains, de nombreux autres sont restés neutres . Ses efforts ont été reconnus par les deux côtés; un commentateur jacobite a écrit plus tard que «si le lord président avait été un ami aussi ferme des Stuarts qu'il était un adversaire, ... nous aurions dû voir une armée de 18 000 hommes, et non 5 000 hommes pour envahir l'Angleterre» . 
Après l'entrée des Jacobites à Édimbourg et leur victoire à Prestonpans en septembre, Forbes et John Campbell (4e comte de Loudoun) s'installent à Inverness avec environ 2000 recrues, envoyant des mises à jour régulières au général George Wade à Newcastle . Agissant sur les instructions de Lovat, les Frasers ont tenté d'enlever Forbes en octobre, puis ont attaqué Fort Augustus en décembre; Lovat a été arrêté mais s'est échappé sans difficulté début janvier . Forbes et Loudon déménagent à l'île de Skye au début de février après que les Jacobites aient abandonné le siège du château de Stirling et se sont retirés à Inverness. 

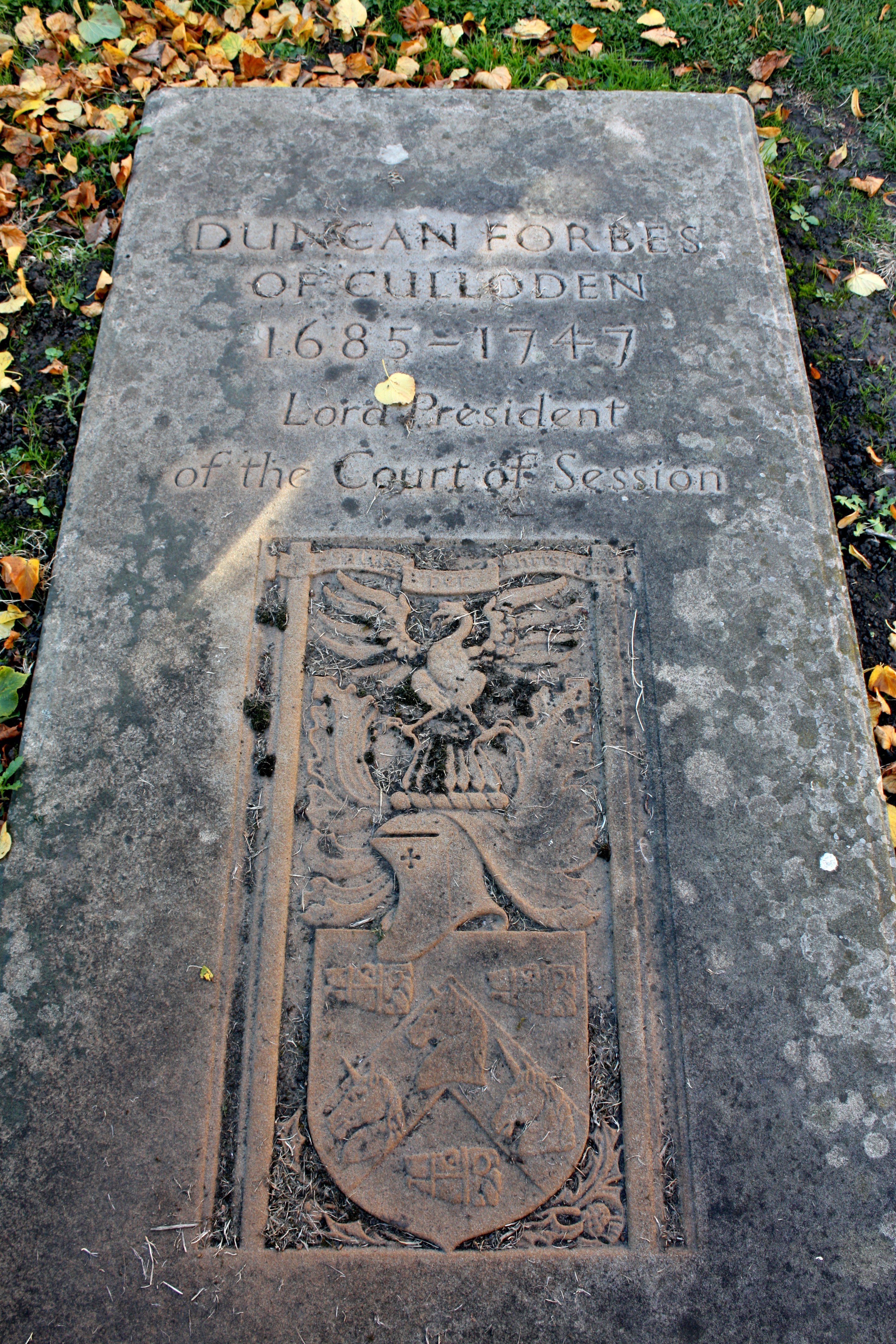
La tombe de Duncan Forbes, Greyfriars Kirkyard

Après que la bataille de Culloden en avril a mis fin à la rébellion, Forbes soutient des sanctions sévères pour les dirigeants, en particulier les récidivistes comme Murray et Lovat, mais conseille d'éviter "les sévérités inutiles qui créent la pitié  . Il s'est opposé au Dress Act de 1746, interdisant les vêtements Highland, arguant que l'application de la 1716 Disarming Act était plus importante. Ce conseil est largement ignoré par Cumberland, qui a écrit ... il est fou des Highlands ... et pense qu'une fois dispersés, les rebelles ne sont plus une conséquence qu'une foule londonienne. Lorsque Flora MacDonald est arrêtée et envoyée à Londres pour avoir aidé Charles à s'échapper, Forbes s'est arrangé pour qu'elle soit détenue dans une résidence privée jusqu'à sa libération par l' Acte d'indemnisation en juin 1747 . 
Forbes est ruiné financièrement par la rébellion; son domaine a été gravement endommagé pendant la bataille, et il n'a jamais été remboursé des sommes dépensées pour le compte du gouvernement . Il est mort le 10 décembre 1747 et est enterré dans Greyfriars Kirkyard, près de son frère John. La tombe se trouve au sud de l'église et est marquée par une dalle de pierre ajoutée dans les années 1930 par la Société Saltire. Une statue de lui par Louis François Roubillac est érigée au Parlement, à Édimbourg par la Faculté des avocats en 1752. 

## Héritage

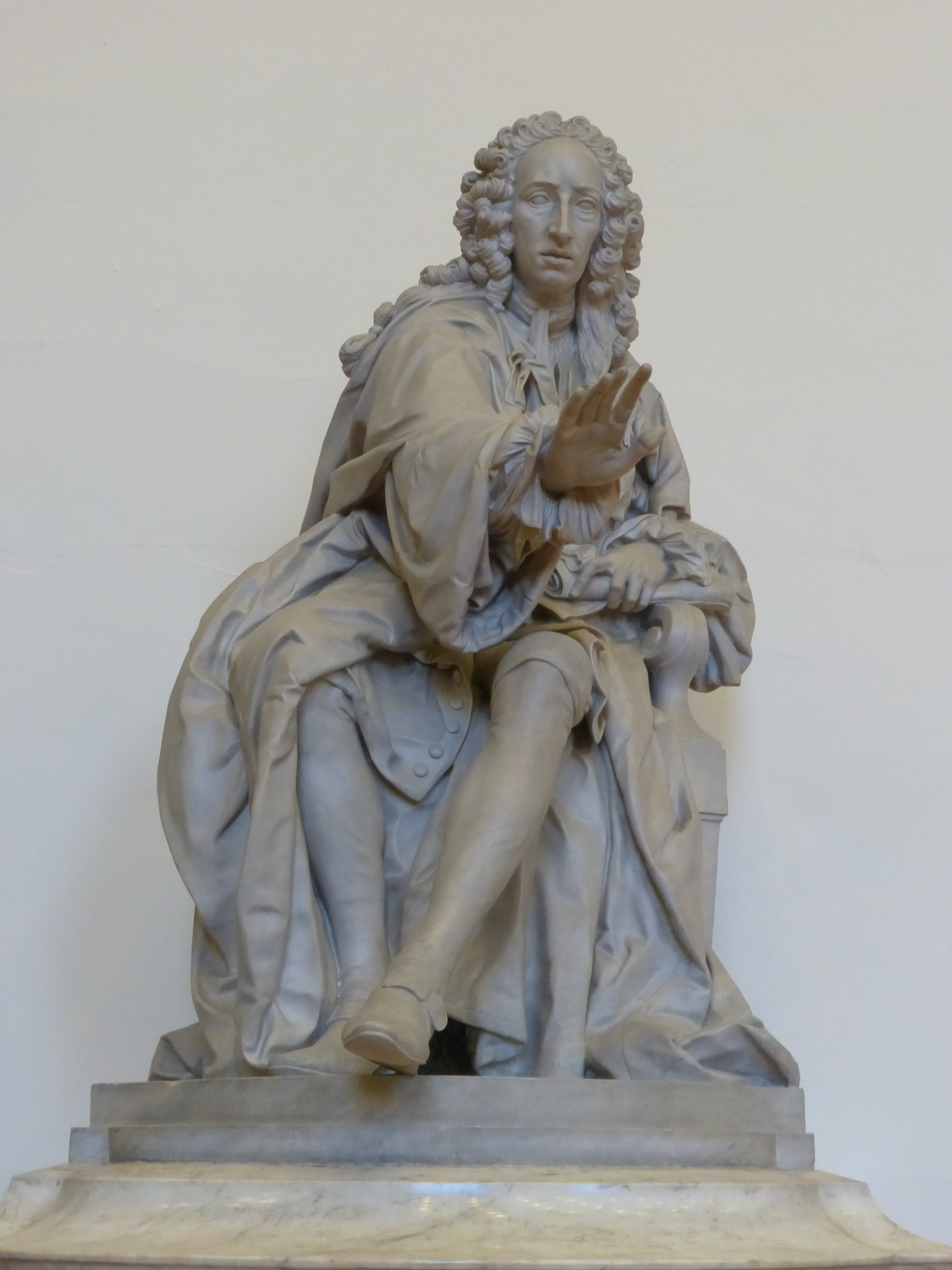
Statue de Forbes dans Parliament Hall, Édimbourg

En 1690, son père a obtenu le droit de distiller du whisky dans la baronnie de Ferintosh sans être soumis à l'accise normale . Son fils John épouse sa cousin Jean en 1749 et restaure la fortune de la famille en agrandissant une distillerie existante à Ferintosh et en construisant trois autres . 
Forbes a écrit un certain nombre d'ouvrages théologiques, notamment Une lettre à un évêque, concernant certaines découvertes importantes dans la religion et la théologie, Quelques réflexions sur la religion, naturelles et révélées ... tendant à montrer que le christianisme est, en effet, très proche aussi vieux que la création, et Réflexions sur les sources de l'incrédulité par rapport à la religion. Il fait campagne contre «l'usage excessif du thé», affirmant qu'il menace la prospérité commerciale du pays et veut limiter son utilisation à ceux qui ont un revenu inférieur à 50 £ par an. 
Passionné de golf, il est l'un des fondateurs des Gentlemen Golfers of Leith et malgré son presbytérianisme strict, un ami de Francis Charteris. 

## Sources
- Karen Baston, Charles Areskine's Library: Lawyers and Their Books at the Dawn of the Scottish Enlightenment, Brill, 2016 (ISBN 978-9004315372)
- Walter Biggar Blaikie, Origins of the 'Forty-Five, and Other Papers Relating to That Rising, T. and A. Constable at the Edinburgh University Press for the Scottish History Society, 1916 (OCLC 2974999)
- HR Duff, Culloden papers: comprising an extensive and interesting correspondence from the year 1625 to 1748;, Andesite Press, 1815 (ISBN 978-1375680790)
- Christopher Duffy, The '45: Bonnie Prince Charlie and the Untold Story of the Jacobite Rising, First, 2003 (ISBN 978-0304355259)
- Winifred Duke, Lord George Murray and the Forty-five, First, 1927
- Alexandre Du Toit, Forbes, Duncan (b. in or after 1643, d. 1704), Online, 2004
- Sarah Fraser, The Last Highlander. Scotland's Most Notorious Clan Chief, Rebel and Double Agent, Harper Collins, 2012
- Percy Groves, History Of The 42nd Royal Highlanders: The Black Watch, Now The First Battalion The Black Watch (Royal Highlanders) 1729–1893, W. & A. K. Johnston, 1893 (ISBN 978-1376269482)
- Richard Harding, The Emergence of Britain's Global Naval Supremacy: The War of 1739–1748, Boydell Press, 2013 (ISBN 978-1843838234)
- Hutson, Lorna (editor) Houston, Robert A (author), Law & Literature in Scotland, c 1450 to 1707 in The Oxford Handbook of English Law and Literature, 1500-1700, OUP, 2017 (ISBN 978-0199660889)
- Bruce Lenman, The Jacobite Risings in Britain 1689–1746, Methuen Publishing, 1980 (ISBN 978-0413396501)
- Page Life, Charteris, Francis (c. 1665–1732), Oxford DNB, 2008 (ISBN 978-0199562442)
- John Murray, Memorials of John Murray of Broughton: Sometime Secretary to Prince Charles Edward, 1740-1747, T. and A. Constable at the Edinburgh University Press for the Scottish History Society, 1898 (OCLC 879747289)
- Jacqueline Riding, Jacobites: A New History of the 45 Rebellion, Bloomsbury, 2016 (ISBN 978-1408819128)
- Scobie, « The Highland Independent Companies 1745-1747 », Journal of the Society for Army Historical Research, vol. 20, no 77,‎ 1941, p. 5–37 (JSTOR 44219908)
- R Sedgwick (editor), FORBES, John (c.1673-1734), of Culloden, Inverness, Online, 1970
- John S Shaw, Forbes, Duncan (1685-1747), Online, 2008 (DOI 10.1093/ref:odnb/9822)
- Szechi, Daniel, « Elite Culture and the Decline of Scottish Jacobitism 1716-1745 », Past & Present, vol. 173, no 173,‎ novembre 2001, p. 90–128 (DOI 10.1093/past/173.1.90, JSTOR 3600841)